# Henszelmann Aladár
Henszelmann Aladár (Bártfa, 1889. március 14. – Miskolc, 1943. május 10.) röntgen- és fürdőorvos, egyetemi magántanár, költő.

## Életpályája
Henszelmann Nándor (1849–1899) városi képviselő, kereskedő és Marencsin Berta gyermekeként született 3 fiú és 3 leány közül az első fiúként. Iskolai tanulmányait szülővárosában és az Eperjesi Kollégiumban korkedvezménnyel végezte, majd 1906-tól Budapesten folytatta orvosi tanulmányait. Az egyetem elvégzése és orvosdoktorrá avatása (1911) után az ún. Kéthly-klinikán lett gyakornok (1911–1913). 1913-ban tisztiorvosi képesítést is szerzett. Az első világháborúban katonaorvosként comblövéses sebet kapott. Felesége Tirscher Edit (1894–1970); két gyermekük: Henszelmann Lilla (1921–2008) művészettörténész és Henszelmann Frigyes (1925–1990) vegyészmérnök.  
1919-ben belgyógyászként került a Rokkantügyi Hivatal Császárfürdői Intézetbe, amelynek 1924-ig igazgatói posztját töltötte be. Munkája során a röntgensugaras vizsgálatok, valamint a gyógyítás szakértőjévé vált. Mivel ekkor még a sugárzás következményei nem voltak ismertek, laboratóriumi kutatásait védőöltözet nélkül végezte. 1923 végén főorvosként került Miskolcra, majd 1924-ben az Erzsébet kórház belgyógyászati osztályának vezetőjévé nevezték ki. Ezzel egy időben a Magyar Királyi Államvasutak üzletvezetőségének és a Posta Betegségi Biztosító Intézetének is főorvosa, az utóbbinak megszervezője is lett. 1939-ig Miskolc-Tapolcán látta el a fürdőorvosi teendőket, miközben tapasztalatait gyakorta publikálta a helyi lapokban és a szezonális Tapolcai Fürdőújságban. 1939-ben nevezték ki a budapesti MÁV Kórház igazgatójának. Bár nyaralásra tért vissza Miskolcra, Miskolc-Tapolcán a röntgengép mellett rosszul lett, onnan az Erzsébet kórházba szállították gyógykezelésre. 1943. augusztus 8-án, 54 éves korában elhunyt. Korai halálának oka a korábbi években elszenvedett sugárfertőzés volt. Orvosi munkásságának kiemelkedő újítása volt a röntgenvizsgálatok belgyógyászati célú alkalmazása.   
Sírhelye és a Medgyessy Ferenc (1881–1958) szobrászművész által készített síremléke a miskolci Mindszenti evangélikus temetőben található. Sírkövére egyik versének sorait vésték: 

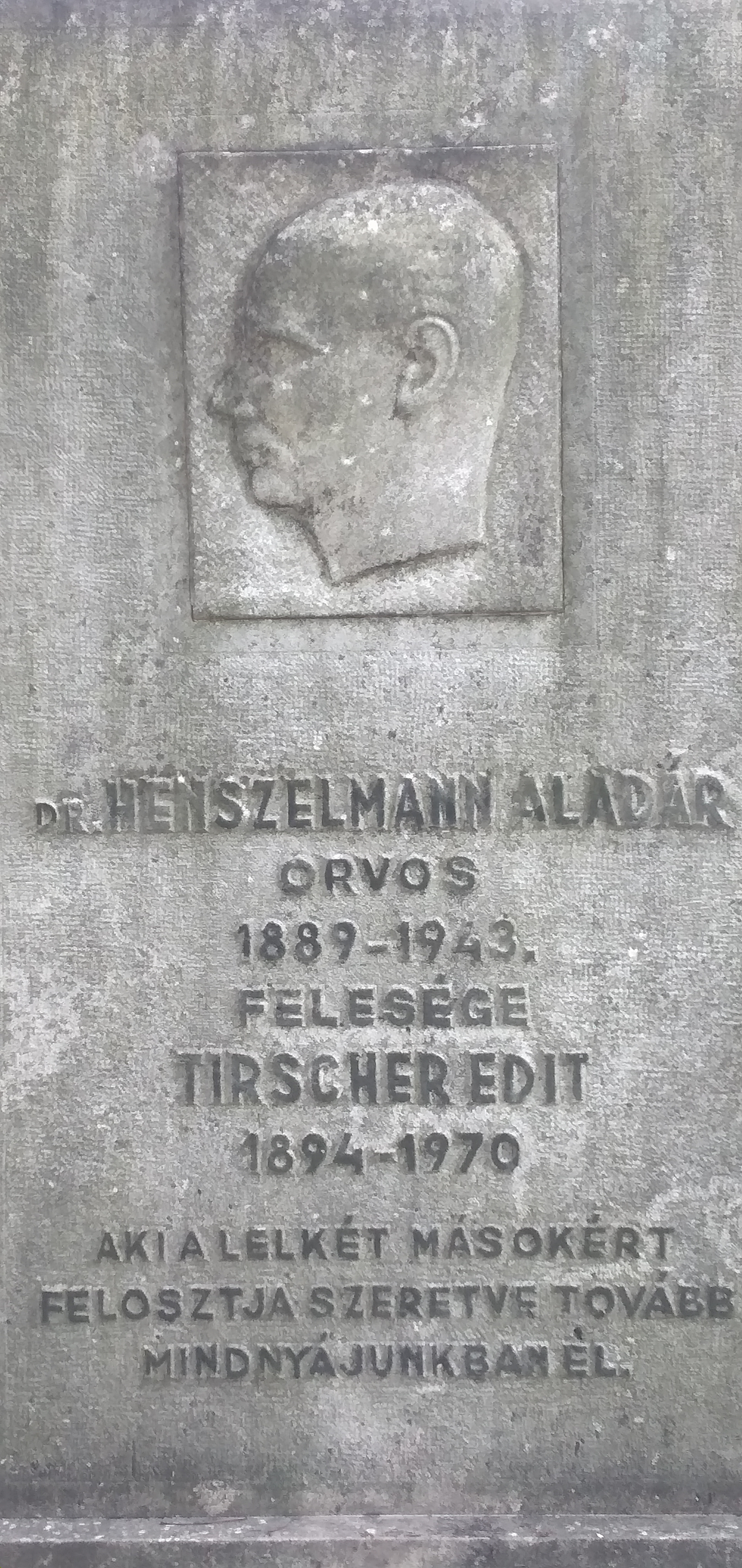
Sírköve

Aki lelkét másokért felosztja, szeretve tovább mindnyájunkban él.

## Egyetemi oktatói, valamint közéleti és irodalmi munkássága
1924-től 1939-ig a Miskolci Evangélikus Jogakadémián a törvényszéki orvostan professzora volt, ezen kívül Budapesten egyetemi magántanárként tartott kurzusokat. Közreműködött a Miskolci Jogászélet című periodika létrejöttében és szerkesztésében. A borsodi és miskolci orvosok tudományos életének szervezőjeként valamint az Orvos és Gyógyszerész Egyesület elnökeként végezte munkáját. Jelentős szerepet vállalt a két világháború közötti evangélikus közéletben, tudományos és irodalmi előadásait nagy érdeklődés övezte.
A Felvidéki Egyesületek Szövetsége miskolci csoportjában rendszeresen tartott hazafias szellemű előadásokat Emlékezzünk Nagymagyarországról, Felvidéki városok, Felvidéki séták címmel. 1940. június 6-án Budapesten az Eperjesi Evangélikus Kollégium Diákszövetségben. Eperjesi diákkori emlékek címmel tartott előadást. 1942. augusztus 7-én, Csengey Gusztáv költő, jogakadémiai professzortársa születésének centenáriumán Csengey költészetéről tartott nagy hatású emlékbeszédet.

## Főbb művei
- Elektrodiagnostica és elektrotherápia az utókezelésben. Budapest 1920.
- A béldaganatok megkülönböztető kórismérése, A Miskolci Evangélikus Jogakadémia Almanachja, 1923-1924
- Az orvosi gondolkodásról, A Miskolci Evangélikus Jogakadémia Almanachja, 1924-1925
- Az orvosi gondolkodásról. Pécs, 1925.
- Az egészségügy tanítása jogászkérdésben. Miskolc, 1926.
- Nagy-Miskolc. Reggeli Hírlap, 1931. december 25.
- Orvosbánat (verseskötet), Budapest, 1931
- Miskolci biedermeier, Reggeli Hírlap, 1934. február 25.
- Az antropin és a vas a gyomorfekély kezelésében. Debrecen, 1939.,
- Orvosi Hitvallás. Miskolc. 1939.
- A központi szívszerekról. Budapest, 1942.,
- Pesti medikus (Bártfai Roland írói néven)